# Élections législatives norvégiennes de 1927
Les élections législatives norvégiennes de 1927 (Stortingsvalet 1927, en norvégien) se sont tenues le 16 octobre 1927, afin d'élire les cent cinquante députés du Storting pour un mandat de trois ans. 
Le Parti libéral de gauche et le Parti conservateur poursuivent leur alliance bien que dans quelques circonscriptions le parti libéral de gauche conduise des listes séparées. Sur les deux sièges obtenus, l'un l'est avec le concours du parti conservateur, l'autre l'est obtenu grâce à une liste séparée.